# Megachile minutuloides
Megachile minutuloides là một loài Hymenoptera trong họ Megachilidae. Loài này được Alfken mô tả khoa học năm 1936.